# Albert Keller
Albert Keller   (Rüti, 3 de gener de 1881 - Ginebra, 6 d'agost de 1952) Jacob Albert Keller Zollinger fou un enginyer suís que ocupà diversos càrrecs de direcció tècnica en la construcció de centrals hidroelèctriques del Pirineu català en la primera meitat del segle xx.

## Biografia
Va estudiar, i es va doctorar, en enginyeria. La seva experiència laboral es va centrar en la construcció civil: el 1901 en la perforació del túnel del Simplon entre Suïssa i Itàlia per l'empresa d'enginyeria suïssa “Locher & Cie” , el 1904 treballant a Turquia per la companyia alemanya "Société du Chemin de fer Ottoman d'Anatolie", i el 1906 al túnel de Karawanken que connectava Trieste i Klagenfurt. El 1908 ja dirigia la perforació de túnels per a la “Cia. Wenkorafholonge”.
El 1922 s'incorporà a les obres de la central hidroelèctrica de Capdella com a cap de la secció de Conservació i Obres d'Energia Elèctrica de Catalunya. Per dirigir de forma efectiva l'execució de les obres residia en una casa de fusta situada a la vora de l'estany Colomina. Posteriorment, aquesta casa seria cedida per FECSA el 1973 a la Federació d'Entitats Excursionistes de Catalunya per convertir-la en el refugi de Colomina.
Va dirigir les cales dels estanys de Capdella i també de l'estany de Certascan. Les cales eren les obres per connectar per sota els estanys de nivell superior amb els de nivell inferior. La connexió s'aconsegueix mitjançant l'operació de calar els diferents llacs, és a dir, d'establir-hi una galeria subterrània i provocar a través d'una potent càrrega explosiva l'obertura del fons del llac.
El 1930 i 1931 era director de la central tèrmica de Fígols retornant a Capdella després de la seva posada en marxa. En la segona meitat dels anys quaranta del segle xx, un cop acabada la feina a Capdella, va treballar dirigint les cales dels estanys pel salt d'Arties de la central d'Arties
Va casar-se amb Betty Wernegguer, la qual morí el 10 de novembre de 1930 a 52 anys, quan la parella residia a Fígols. Albert Keller es va tornar a casar amb la seva minyona de la vall Fosca, Vicenta Llovich i Jordana el 4 d'octubre de 1933.